# Pestalozzianum
Pestalozzianum, benannt nach dem Schweizer Pädagogen Johann Heinrich Pestalozzi, war zwischen 1875 und 2002 eine Stiftung mit Sitz in Zürich zur Förderung der Lehreraus- und -weiterbildung. Im Jahr 2003 erfolgte eine Umbenennung in Stiftung Pestalozzianum als die Förderziele in einer Fachhochschule umgesetzt wurden.

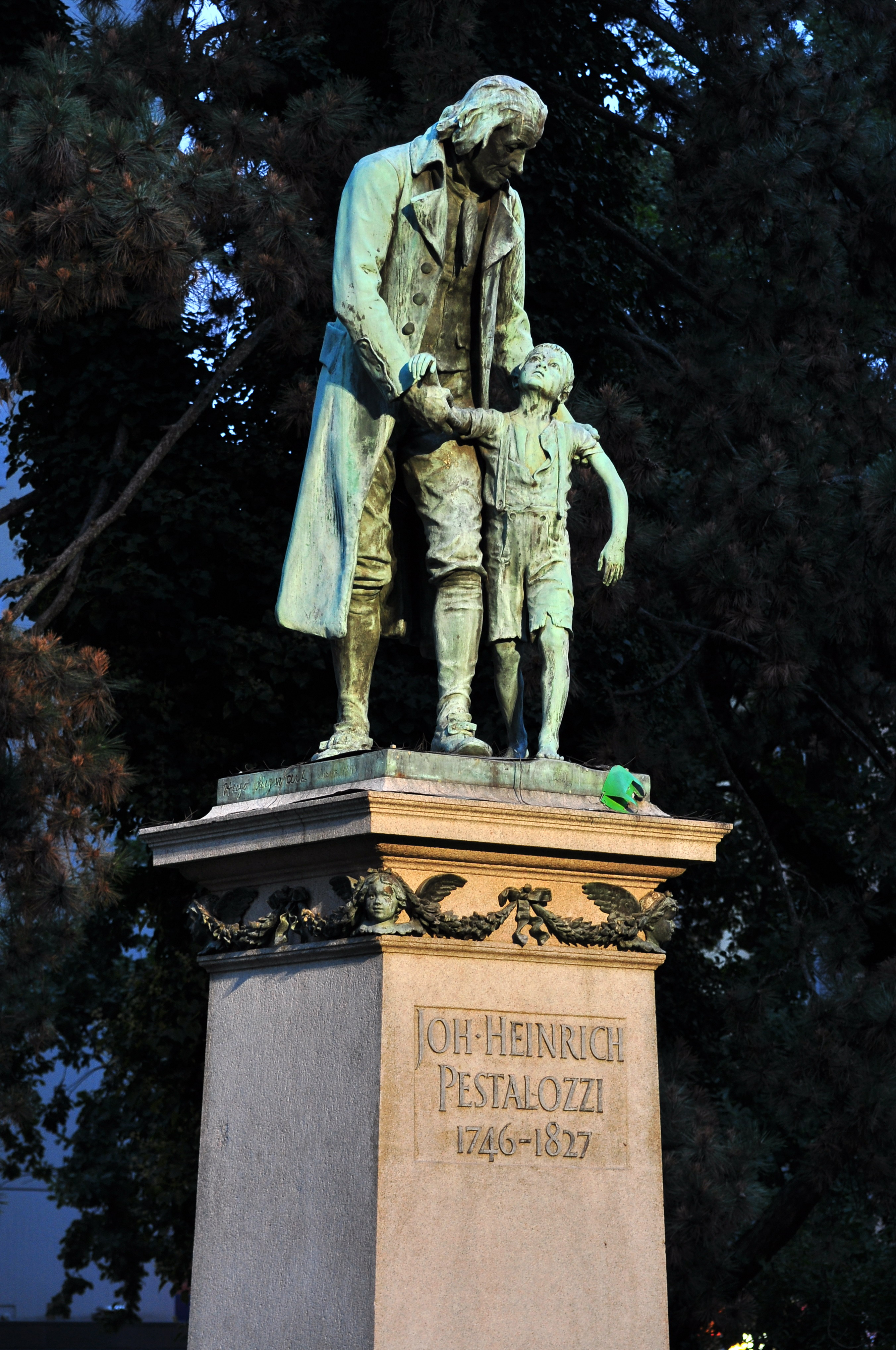
Johann Heinrich Pestalozzi Denkmal, Pestalozziwiese in Zürich

## Geschichte und Ziele
Das Pestalozzianum entstand auf Beschluss der Schulverwaltung der Stadt Zürich am 2. Februar 1875 als ein Schulmuseum. Ausgestattet mit einer Fachbibliothek und einem Lesesaal, sollte die Sammlung sämtliche Schulmaterialien der Schweiz umfassen. Für den Schweizer Lehrertag 1878 in Zürich wurde eine Ausstellung über das Leben und Werk von Johann Heinrich Pestalozzi ausgerichtet, die später im sogenannten „Pestalozzi-Stübchen“ mit weiteren Dokumenten als Dauerausstellung eingerichtet wurde. 1891 wurde das Institut in Pestalozzianum – Institut zur Förderung des Schul- und Bildungswesens und der Pestalozziforschung in Zürich umbenannt; 1902 folgte die Benennung als Stiftung Pestalozzianum. Das Pestalozzianum erweiterte seine Fachbibliothek um eine Sammlung von Lehrmaterialien wie Dias und Wandbilder für den Grundschulunterricht. Seit 1927 entwickelte es weitere Angebote; im gleichen Jahr erfolgte der Umzug in den Beckenhof in Zürich-Unterstrass. Seit 1955 förderte es die Entwicklung der Zürcher Volksschule wesentlich. Im März 2000 wurde die Pädagogische Hochschule Zürich PHZH gegründet, in die im Jahr 2002 alle pädagogischen Institute des Kantons Zürichs integriert wurden.